# 17857 Сі
17857 Сі (17857 Hsieh) — астероїд головного поясу, відкритий 18 травня 1998 року.
Тіссеранів параметр щодо Юпітера — 3,303.